# Ya-Ya-yah
Ya-Ya-yah (ヤーヤーヤー?) fue un grupo de idols masculinos perteneciente a la división Johnny's Jr. de Johnny & Associates, cuya formación tuvo lugar en 2001. El grupo debutó el 15 de mayo de 2002 con el sencillo Yūki 100%/Sekai ga Hitotsu ni Narumade, el cual fue usado como tema principal para la serie de anime Ninja Boy Rantaro. Dicho sencillo se posicionó en el puesto número nueve en las listas de Oricon. 
El 24 de septiembre de 2007, los miembros Kōta Yabu y Hikaru Yaotome abandonaron el grupo para debutar con Hey! Say! JUMP, dejando a Taiyō Ayukawa y Shoon Yamashita como los únicos integrantes de Ya-Ya-yah. El 30 de noviembre de 2007, Ayukawa abandonó Johnny & Associates y Ya-Ya-yah fue oficialmente disuelto. En 2010, Yamashita también renunció a la agencia.

## Miembros
- Kōta Yabu (nacido el 31 de enero de 1990), abandonó el grupo en 2007. Debutó en Hey! Say! JUMP.
- Hikaru Yaotome (nacido el 2 de diciembre de 1990), abandonó el grupo en 2007. Debutó en Hey! Say! JUMP.
- Taiyō Ayukawa (nacido el 18 de enero de 1991), renunció en 2007.
- Shoon Yamashita (nacido el 20 de diciembre de 1988), fue el último miembro restante del grupo, el cual fue disuelto tras la renuncia de Ayukawa. Renunció a la agencia en 2010.

### Antiguos miembros
- Naoya Akama (nacido el 5 de abril de 1991), abandonó el grupo en 2004.
- Masaki Hoshino (nacido el 10 de octubre de 1987), abandonó el grupo en 2004.

## Discografía

### Sencillos
- Yūki 100%/Sekai ga Hitotsu ni Narumade (2002)

### Canciones
- Sekai ga hitotsu ni narumade
- Up Down Ya-Ya-yah
- Ai kotoba wa Ya-Ya-yah
- Love Together 2002
- HA-RU-NA-TSU-A-KI-FU-YU
- Stompin
- Singing For You
- Just Wanna Lovin' You
- Never Stop The Music
- Himawari no Melody
- Kaze ni Notte
- START!
- To the Freedom
- SummerxSummerxSummer!
- 2 of Us
- Ikujinashi
- Itoshi no Playgirl
- Ima Susumou (escrita por Hikaru Yaotome)
- Te wo tsunaide yukou
- Baby Babe